# Snårastrild
Snårastrild (Brunhilda erythronotos) är en fågel i familjen astrilder inom ordningen tättingar.

## Utseende och läte
Snårastrilden är en slank och vacker astrild med tydlig svart ansiktsmask. Den är mycket lik törnastrilden, men uppvisar vanligen mer svart på buken. Bland lätena hörs ett torrt och ofta dubblerat "tsip" och ett originellt stigande "tsew-tew-tweee".

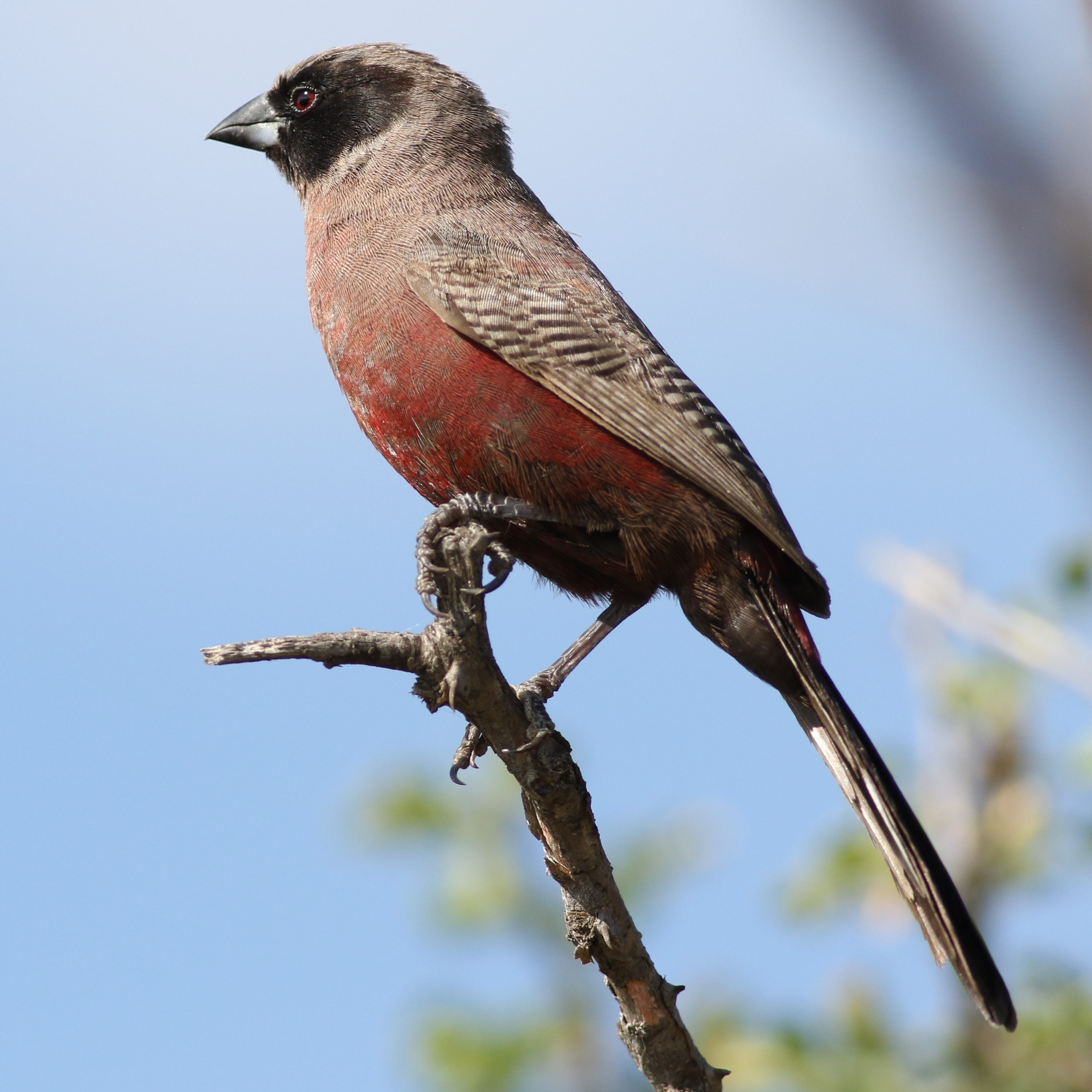

## Utbredning och systematik
Snårastrild delas in i två underarter med följande utbredning:
- Brunhilda erythronotos delamerei – förekommer från södra Kenya till västra Uganda och centrala Tanzania
- Brunhilda erythronotos erythronotos – förekommer i Angola, sydvästra Zambia, västra Zimbabwe, Namibia, Botswana och norra Sydafrika

### Släktestillhörighet
Snårastrilden placeras traditionellt i släktet Estrilda. Genetiska studier visar dock att den står närmare vitkindad astrild (Delacourella capistrata, tidigare i Nesocharis). Författarna till studien rekommenderar att den, liksom den nära släktingen törnastrild flyttas till ett eget släkte, där Brunhilda har prioritet. De båda tongivande taxonomiska auktoriteterna International Ornithological Congress (IOC) och eBird/Clements har följt rekommendationerna.

## Levnadssätt
Snårastrilden hittas främst i torra törnbuskmarker och torrt skogslandskap, framför allt i gräsrika områden. Den ses vanligen i par eller flockar med upp till 30 individer.

## Status
Arten har ett stort utbredningsområde och beståndet anses stabilt. Internationella naturvårdsunionen IUCN listar den därför som livskraftig (LC).